# تعويضات الحروب

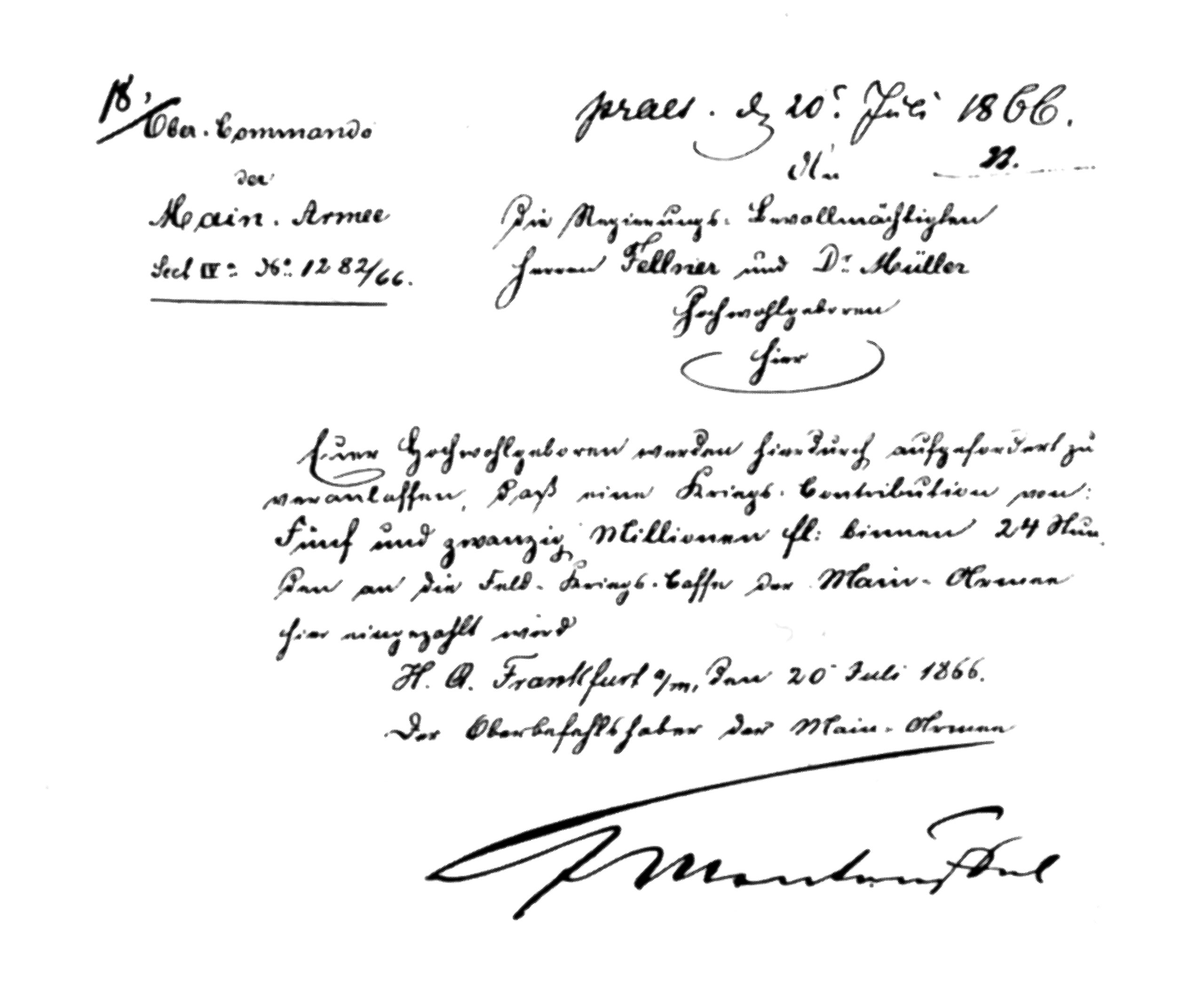

تعويضات الحرب هي عبارة عن تعويضات تدفع بعد الحرب «لصالح المنتصرين».
وهي تهدف إلى تغطية الأضرار أو الإصابات التي لحقت أثناء الحرب. بشكل عام، يشير مصطلح «تعويضات الحرب» إلى المال أو البضائع المتداولة، ولكن ليس إلى ضم الأرض.

## التاريخ
إن جعل الطرف المهزوم يدفع تعويض الحرب ممارسة شائعة لها تاريخ طويل.
في التاريخ القديم، كان فرض تعويضات على عدو مهزوم في كثير من الأحيان بداية لإجبار ذلك العدو على دفع تكريم منتظم. [بحاجة لمصدر]
فرضت روما تعويضات كبيرة على قرطاج بعد الحرب الأولى (معاهدة لوتياتوس) والحروب البونية الثانية.
تسببت بعض تعويضات الحرب في تغييرات في السياسة النقدية. على سبيل المثال، لعبت المدفوعات الفرنسية بعد الحرب الفرنسية البروسية دورًا رئيسيًا في قرار ألمانيا اعتماد المعيار الذهبي؛ [بحاجة لمصدر] 230 مليون تايل فضي في التعويضات المفروضة على الصين المهزومة بعد الحرب الصينية اليابانية الأولى أدت إلى قرار مماثل.

### أوروبا

#### الحرب اليونانية التركية عام 1897
بعد الحرب اليونانية التركية (1897)، أُجبرت اليونان المهزومة على دفع تعويض حرب كبير إلى تركيا (4 ملايين جنيه إسترليني).

#### الحرب العالمية الثانية ألمانيا
خلال الحرب العالمية الثانية، انتزعت ألمانيا النازية المدفوعات من البلدان المحتلة والقروض المفروضة. بالإضافة إلى ذلك، كانت البلدان ملزمة بتوفير الموارد والسخرة.
بعد الحرب العالمية الثانية، وفقًا لمؤتمر بوتسدام الذي عُقد في الفترة ما بين 17 يوليو و 2 أغسطس 1945، كانت ألمانيا ستدفع للحلفاء 23 مليار دولار أمريكي بشكل رئيسي في الآلات ومصانع التصنيع. توقف التعويض عن الاتحاد السوفيتي في عام 1953. تم تفكيك أو تدمير أعداد كبيرة من المصانع. [بحاجة لمصدر] توقف التفكيك في الغرب عام 1950.
بداية من استسلام ألمانيا واستمراره خلال العامين المقبلين، تابعت الولايات المتحدة برنامجًا قويًا لجمع كل المعرفة التكنولوجية والعلمية وكذلك جميع براءات الاختراع والعديد من العلماء البارزين في ألمانيا (المعروفة باسم عملية مشبك الورق). يذكر المؤرخ جون جامبل، في كتابه «علوم التكنولوجيا والتعويضات: الاستغلال والنهب في ألمانيا ما بعد الحرب»، أن «التعويضات الفكرية» التي اتخذتها الولايات المتحدة والمملكة المتحدة بلغت حوالي 10 مليارات دولار. التعويضات الألمانية كانت جزئيا في شكل عمل قسري. بحلول عام 1947، تم استخدام ما يقرب من 4000,000 من أسرى الحرب والمدنيين الألمان للعمل القسري (تحت عناوين مختلفة، مثل «عمالة الجبر» أو «العمل القسري») في الاتحاد السوفيتي، فرنسا، المملكة المتحدة، تدير بلجيكا وألمانيا في الولايات المتحدة «وحدات خدمة العمل العسكري».

#### الحرب العالمية الثانية إيطاليا
وفقًا لمعاهدة السلام مع إيطاليا، 1947، وافقت إيطاليا على دفع تعويضات تبلغ حوالي 125 مليون دولار إلى يوغوسلافيا و105 مليون دولار لليونان، و 100 مليون دولار للاتحاد السوفيتي، و25 مليون دولار لإثيوبيا، و5 ملايين دولار لألبانيا.

### اليابان

#### الحرب الصينية اليابانية عام 1895
معاهدة شيمونوسيكي، الموقعة في 17 أبريل 1895، تلزم الصين بدفع تعويض قدره 200 مليون تايل فضي (3.61 مليار ين) إلى اليابان؛ وفتح موانئ شاشي وتشونغتشينغ وسوتشو وهانغتشو للتجارة اليابانية.

#### الحرب العالمية الثانية اليابان
وفقًا للمادة 14 من معاهدة سان فرانسيسكو (1951):
من المسلم به أن اليابان يجب أن تدفع تعويضات لقوات الحلفاء عن الأضرار والمعاناة التي سببتها خلال الحرب .... سوف تدخل اليابان على الفور في مفاوضات مع دول الحلفاء الراغبة في ذلك، والتي احتلت القوات اليابانية أراضيها الحالية وألحقت أضرارًا بها. وبهدف المساعدة في تعويض تلك البلدان عن تكلفة إصلاح الضرر الذي حدث، من خلال إتاحة خدمات الشعب الياباني في الإنتاج والإنقاذ والأعمال الأخرى لصالح دول الحلفاء المعنية.
تشمل تعويضات الحرب المقدمة بموجب معاهدة سان فرانسيسكو للسلام مع اليابان (1951): تعويضات تصل إلى 550 مليون دولار أمريكي (198 مليار ين 1956) للفلبين، و 39 مليون دولار أمريكي (14.04 مليار ين 1959) لفيتنام الجنوبية؛ ودفع 4.5 مليون جنيه إسترليني (4.54109 مليار ين) إلى اللجنة الدولية للصليب الأحمر لتعويض أسرى الحرب؛ وتنازلت اليابان عن جميع الأصول الخارجية، ما يقرب من 23.681 مليار دولار أمريكي (379.499 مليار ين).
وقعت الولايات المتحدة معاهدة السلام مع 49 دولة سنة 1952 وأبرمت 54 اتفاقية ثنائية تضمنت تلك الاتفاقيات مع بورما (20 مليون دولار أمريكي 1954 و 1963) وكوريا الجنوبية (300 مليون دولار أمريكي 1965) وإندونيسيا (223.08 مليون دولار أمريكي 1958) والفلبين (525 مليون دولار / 52.94 مليار ين 1967) وماليزيا (25 مليون دولار ماليزي / 2.94 مليار ين 1967) وتايلاند (5.4 مليار ين 1955) وميكرونيسيا (1969) ولاوس (1958) وكمبوديا (1959) ومنغوليا (1977) ) وإسبانيا (5.5 مليون دولار 1957) وسويسرا وهولندا (10 ملايين دولار 1956) والسويد والدنمارك. بدأت مدفوعات التعويضات سنة 1955 واستمرت لمدة 23 عامًا وانتهت في 1977. أما عن البلدان التي تخلت عن أي تعويضات من اليابان، وافقت على دفع تعويض و / أو منح وفقًا للاتفاقيات الثنائية. في البيان المشترك لحكومة اليابان وحكومة جمهورية الصين الشعبية (1972) تخلت جمهورية الصين الشعبية عن مطالبتها بتعويضات الحرب من اليابان. وفي الإعلان السوفيتي الياباني المشترك لسنة 1956 تنازل الاتحاد السوفيتي عن حقوقه في التعويضات من اليابان، وتنازل كل من اليابان والاتحاد السوفيتي عن جميع مطالبات التعويضات الناشئة عن الحرب. بالإضافة إلى ذلك رفضت سيلان (الآن سريلانكا) في عهد الرئيس جيوردين تعويضات الحرب من اليابان.

### تعويضات حرب العراق
بعد حرب الخليج، وافق العراق على قرار مجلس الأمن التابع للأمم المتحدة رقم 687، والذي أعلن فيه مسؤولية العراق المالية عن الأضرار الناجمة عن غزوه للكويت. تم إنشاء لجنة الأمم المتحدة للتعويضات (UNCC)، وتم تقديم 350 مليار دولار أمريكي في شكل مطالبات من الحكومات والشركات والأفراد. قبلت لجنة الأمم المتحدة للتعويضات مطالبات بالتعويضات ومنحتها بمبلغ 52.4 بليون دولار لحوالي 1.5 مليون من أصحاب المطالبات الناجحة؛ اعتبارًا من يوليو 2019، تم دفع 48.7 مليار دولار ولم يتبق سوى 3.7 مليار دولار لدفعها إلى الكويت نيابة عن مؤسسة البترول الكويتية. تقول لجنة الأمم المتحدة للتعويضات إن تحديد أولوياتها لمطالبات الأشخاص الطبيعيين، قبل مطالبات الحكومات والكيانات أو الشركات (الأشخاص الاعتباريين) «يمثل خطوة مهمة في تطور ممارسة المطالبات الدولية». كانت أموال هذه المدفوعات تأتي من حصة 30 ٪ من عائدات النفط العراقي من برنامج النفط مقابل الغذاء.
كانت هناك محاولات لتدوين التعويضات في كل من النظام الأساسي للمحكمة الجنائية الدولية والمبادئ الأساسية للأمم المتحدة بشأن الحق في الانتصاف والتعويض للضحايا.